# Owasco kultura
Owasco kultura, indijanska kultura koja se u pred-irokeško doba javlja u New Yorku između 1000. i 1300. godine. 
Ova kultura dobiva ime po jezeru Owasco, glavnim staništem nositelja ove kulture. Naselja ovih ljudi prvenstveno su logorišta, smještenim na povišenim mjestima ili aluvijalnim močvarama gdje su se bavili lovom i ribolovom i sakupljanjem divljih plodova. Owasco kultura ima svoje karakteristično lončarstvo s tehnikom cord-on-cord. Nositelji Owasco-kulture jedni su od prvih u New Yorku koji su se počeli baviti uzgojem kukuruza i drugih tipičnih indijanskih kultura, Po svoj prilici apsorbirani su od irokeških i algonkinskih plemena.